# 郭盧惹
郭盧惹(梵文：Godhuripa)，印度大乘密宗人士，八十四成就者之一。

## 簡介
郭盧惹意為捕鳥人，出生在一個世代以捕鳥為生的人家。有一天，他到山林捕鳥，在捕獲滿籠小鳥後，卻望著網中的鳥兒深深嘆息。剛好有位瑜珈士經過，就問他為何嘆息？郭盧惹說他沮喪於靠奪取眾生性命維生，於是瑜珈士給予他灌頂，並授予他密法。
郭盧惹修持九年，清淨了一切念頭，獲得大手印成就。住世一百年，教授佛法利益無量眾生；而在宣說修行歷程後，與三百位隨從趨入勇父的淨土。